# Pierre Joseph Spiridon Duféy de l'Yonne
Pierre Joseph Spiridon Duféy de l'Yonne, né le 13 décembre 1770 à Auxerre et le 31 août 1854 aux Batignolles, est un avocat, historien et éditeur français.

## Biographie
Il est le fils de Pierre Dufey, boulanger à Auxerre, (1737-) et Marie Boivin.
Dufey est marié avec Claire Fraisse.
Il exerce la profession d'avocat à Bordeaux.
La Révolution le trouve employé aux hôpitaux militaires de Perpignan. En 1793, il écrit une lettre à Nicolas Maure, son Député de l'Yonne à la Convention nationale, à propos de la scission entre la Société de Perpignan et les Jacobins de Paris. Les Jacobins de l'Yonne sont considérés comme particulièrement radicaux. Le document montre qu'il travaille en étroite collaboration avec eux.
Le compositeur Blangini, amant de Pauline Bonaparte, la sœur de l'empereur Napoléon Ier, se souvient d'une rencontre en 1807 avec un M. Dufey, secrétaire du Comte Auguste Laurent de Rémusat. Rémusat est "Premier Chambellan de Napoléon" et "Surintendant des Spectacles". Blangini donne une description enthousiaste du charme et de l'esprit de Dufey : "M. de Rémusat était sorti, mai je suis reçu en son absence par son secrétaire M. Dufey, d'une politesse exquise, d'une élégance la plus recherchée, et heureux possesseur d'une de ces figures qui font qu'on aime un homme à la première vue.".
Il est intéressant de noter que  dans son roman "Der Karthäuser" même József Eötvös décrit un "Comte Dufey", très beau, charmant et intelligent: "Les dames l'appellent Adonis, les hommes l'appellent un génie."
"Les confessions de Napoléon" (1816) deviennent la publication la plus contestée de Dufey : "Rarissimes fausses confessions dues à un avocat de l'Yonne, l'ouvrage fut saisi et soigneusement détruit par la police lors de sa parution. L'auteur consacre 3 chapitres aux relations de Napoléon avec les sociétés secrètes et décrit, entre autres, les 3 initiations de Napoléon, avec en particulier en frontispice la "Réception de Napoléon au grade de P : H : R par les Illuminés" avec le commentaire : "Ramentati di non mai cambiare il Capello della Libertà per una Corona.", mais aussi ses relations avec Pascal Paoli, avec Nicolas de Bonneville, Zimmermann, une description de la société des Philadelphes, etc."
En 1816, Duféy est un des rédacteurs du libelle bonapartiste Le Nain tricolore (successeur du journal satirique Le Nain jaune de 1815). Il est impliqué dans un procès spectaculaire et traduit devant la cour d'assises de Paris, procès suivi par tous les journaux de l'Europe. Dufey, Émile Babeuf, Bouquot, Zénovietz et Laurent-Beaupré sont condamnés à la déportation à l'abbaye du Mont-Saint-Michel. De retour à Paris en 1819, il devient historien et éditeur. En 1838, Dufey est élu Président de la "Première Classe de l'Institut Historique ( Histoire générale et Histoire de la France )". Il meurt à Paris en 1854.

## Œuvres
- Les Acquéreurs des Domaines nationaux au Tribunal de l'opinion ou Observations sur la lettre de M. Falconnet au roi, relative à la vente des Domaines nationaux. 1814.
- Les confessions de Napoléon.1816.
- Le Nain tricolore. 1816.
- Rédaction du Journal intitulé: "Courrier des Tribunaux".
- L'Histoire Des Révolutions De L'Amérique Méridionale. 1827.
- Œuvres complètes de Michel de L'hospital. 1824.
- La Bastille, mémoires pour servir à l'histoire secrète du gouvernement français, depuis le XIVe siècle jusqu'en 1789. 1833.
- Histoire, actes et remontrances des parlemens de France, chambres des comptes, cours des aides, et autres cours souveraines, depuis 1461 jusqu'à leur suppression.